# Potres u Zhiliju 1290.
Potres u Zhiliju 1290. dogodio se 27. rujna s epicentrom u blizini Ningchenga, Zhongshu Sheng (Zhili), Yuan Kina. Ovo područje je danas pod upravom unutarnje Mongolije, Kina. Potres je imao procijenjenu magnitudu površinskog vala od 6,8 i najveći intenzitet koji se osjetio od IX ( Jako ) na Mercallijevoj ljestvici intenziteta. Prema jednoj procjeni broj mrtvih iznosi 7.270, a prema drugoj 100.000.

## Šteta
Potres je uništio 480 skladišta i bezbrojne kuće u Ningchengu. Changping, Hejian, Renqiu, Okrug Xiong, Baoding, Okrug Yi i okrug Baixiang također su bili pogođeni. Potres je teško oštetio hram Fengguo u Yixianu.